# Cranioleuca baroni
El curutié de Baron o cola-espina de Baron (Cranioleuca baroni),  es una especie —o el grupo de subespecies Cranioleuca antisiensis baroni, de acuerdo a varios autores— de ave paseriforme de la familia Furnariidae perteneciente al numeroso género Cranioleuca. Es endémica de Perú.

## Distribución y hábitat
Se distribuye a lo largo de la cordillera de los Andes desde el norte hasta el centro oeste de Perú.
Esta especie es considerada bastante común en su hábitat natural: bosques y matorrales de montaña, también en bosques dominados por Polylepis, entre 2300 y 4000 m de altitud.

## Sistemática

### Descripción original
La especie C. baroni fue descrita por primera vez por el zoólogo británico Osbert Salvin en 1895 bajo el nombre científico Siptornis baroni; la localidad tipo es: «Huamachuco, La Libertad, y Cajabamba, Cajamarca, Perú».

### Etimología
El nombre genérico femenino «Cranioleuca» se compone de las palabras del griego «κρανιον kranion»: cráneo, cabeza, y «λευκος leukos»: blanco, en referencia a la corona blanca de la especie tipo: Cranioleuca albiceps; y el nombre de la especie «baroni», conmemora al ingeniero y colector alemán Oscar Theodor Baron (1847-1926).

### Taxonomía
La presente especie ya fue tratada como especie separada del curutié cariestriado (Cranioleuca antisiensis), y también como conespecífica. Seeholzer & Brumfield (2017) demostraron que no existe una clara separación entre ambas y suministraron evidencias para tratarlas como conespecíficas. Con base en este estudio, el Comité de Clasificación de Sudamérica (SACC) aprobó, en la Propuesta n.º 762, el tratamiento como subespecie. A pesar de las evidencias, las clasificaciones Aves del Mundo (HBW) y BirdLife International (BLI) continúan a tratarla como especie plena, principalmente con base en diferencias morfológicas. El Congreso Ornitológico Internacional (IOC) y Clements Checklist/eBird v.2019 la consideran una subespecie de C. antisiensis.
Los datos filogenéticos recientes indican que la presente especie, forma parte de un grupo con Cranioleuca curtata y C. antisiensis, y que este grupo está hermanado con C. erythrops.

### Subespecies
Según la clasificación Aves del Mundo, se reconocen tres subespecies, con su correspondiente distribución geográfica:
- Cranioleuca baroni baroni (Salvin, 1895) – Andes del norte y centro de Perú (centro de Cajamarca y sur de Amazonas al sur hasta La Libertad, Áncash y suroeste de Huánuco).
- Cranioleuca baroni capitalis J.T. Zimmer, 1924 – Andes del centro de Perú (este de Huánuco, Pasco).
- Cranioleuca baroni zaratensis Koepcke, 1961 – Andes del centro oeste de Perú (Lima).